# Cimarrón (película de 1931)
Cimarrón es un western rodado en 1931 en Estados Unidos bajo la dirección de Wesley Ruggles. Es una adaptación de la novela de 1929 de Edna Ferber, quien participó en el guion. Protagonizada por Richard Dix, Irene Dunne y Estelle Taylor, fue la triunfadora en los premios Óscar de 1931. Anthony Mann realizó una nueva versión de esta película en 1960.

## Argumento
Se narra la vida de una familia durante cuatro décadas, paralela al nacimiento y desarrollo de la ciudad de Osage, en el territorio de Oklahoma —a partir de 1907, estado de Oklahoma—. La película empieza a finales del siglo XIX y termina con las aspiraciones políticas en los años 1920. Hay un momento culminante, que es la carrera de diligencias, que se desarrolló en la realidad.
El nombre de "Cimarrón" procede del condado homónimo, el más occidental del estado de Oklahoma.

## Reparto
- Richard Dix como Yancey Cravat
- Irene Dunne como Sabra Cravat
- Estelle Taylor como Dixie Lee
- Nance O'Neil como Felice
- William Collier Jr. como el niño
- Roscoe Ates como Jesse Rickey
- George E. Stone como Levy
- Stanley Fields como Lon Yountis
- Robert McWade como Louis Hefner
- Edna May Oliver como Tracy Wyatt
- Judith Barrett como Donna Cravat
- Eugene Jackson como Isaiah
- Dennis O'Keefe (sin acreditar)

## Producción
A pesar de estar en las profundidades de la Gran Depresión , RKO Radio Pictures invirtió más de $ 1.5 millones en su producción de la novela de Ferber. La filmación comenzó en el verano de 1930 en el rancho Jasmin Quinn, a las afueras de Los Ángeles, California , donde se rodaron las escenas de la avalancha. 
Más de veintiocho camarógrafos, y numerosos asistentes de cámara y fotógrafos, fueron utilizados para capturar escenas de más de 5000 extras disfrazados, carros cubiertos, portacontenedores, surreys y ciclistas mientras corrían a través de colinas cubiertas de hierba y praderas para reclamar su reclamo. El director de fotografía Edward Cronjager planeó cada toma (que recordaba las escenas de intolerancia unos quince años antes) de acuerdo con las descripciones de Ferber. Con el fin de filmar escenas clave para esta producción, RKO compró 89 acres en Encino, donde la construcción de Director de Arte Max Ree diseño de una ciudad del oeste completa y una moderna calle principal de tres bloques fueron construidos para representar a la Oklahoma ficticia. Estos sets galardonados finalmente formaron el núcleo del amplio rancho de películas de RKO , en Encino, donde más tarde se rodaron otras películas de RKO.

## Crítica
Mordaunt Hall del New York Times le dio a la película una crítica estelar, llamándola «una concepción gráfica y fascinante de la novela ampliamente leída de Edna Ferber [...]», y también elogió el manejo del paso del tiempo en esta epopeya. Hall también destacó la actuación de Dunne.
Las evaluaciones más recientes no han sido tan positivas. Cimarrón actualmente tiene un índice de aprobación del 53% en Rotten Tomatoes , basado en 19 revisiones, con un promedio ponderado de 5.2 / 10. El consenso del sitio dice: «Cimarrón está respaldada por un fuerte desempeño de Irene Dunne, pero es básicamente desigual en todos los demás aspectos y está plagada de estereotipos potencialmente ofensivos».

## Premios
4.ª ceremonia de los Premios Óscar
| Categoría               | Persona          | Resultado |
| ----------------------- | ---------------- | --------- |
| Mejor película          | Mejor película   | Ganadora  |
| Mejor director          | Wesley Ruggles   | Nominado  |
| Mejor actor             | Richard Dix      | Nominado  |
| Mejor actriz            | Irene Dunne      | Nominada  |
| Mejor adaptación        | Howard Eastbrook | Ganador   |
| Mejor dirección de arte | Max Rée          | Ganador   |
| Mejor fotografía        | Edward Cronjager | Nominado  |

National Board of Review
| Reconocimiento              | Candidata | Resultado |
| --------------------------- | --------- | --------- |
| Diez mejores filmes del año | Cimarrón  | Incluida  |